# Kevin Tan
Kevin Tan (16 januari 1986) is een Nederlandse schaker met een FIDE-rating 2206 in 2017.
In 1997 won Tan de categorie D (t/m 12 jaar) bij de Open Nederlandse Jeugdschaak Kampioenschappen en in 2000 de categorie B (t/m 16 jaar). Van 29 april t/m 7 mei 2005 speelde Kevin in Schagen mee in het Deloitte-toernooi om het kampioenschap van Nederland bij de jeugd tot 20 jaar dat met 7 uit 9 gewonnen werd door Joost Michielsen; Kevin eindigde met 6 punten op de vijfde plaats. In 2013 werd hij in Voorburg gedeeld Nederlands kampioen 'freestyle chess'.

## Externe koppelingen
- (en)   Informatie over schaakpartijen van Kevin Tan op ChessGames.com
- (en)   Informatie over schaakpartijen van Kevin Tan op 365chess.com
- (en)  FIDE-ratinggegevens voor Kevin Tan